# Rosmarie Quadranti
Rosmarie Quadranti-Stahel, née le 18 juillet 1957 à Lucerne (originaire de Volketswil) est une personnalité politique suisse, membre de l'Union démocratique du centre (UDC), puis du Parti bourgeois-démocratique (PBD). Elle est députée du canton de Zurich au Conseil national de 2011 à 2019.

## Biographie
Rosmarie Quadranti, Rosmarie Quadranti-Stahel de son nom complet, naît Rosmarie Stahel le 18 juillet 1957 à Lucerne. Elle est originaire de Volketswil, dans le canton de Zurich.
Elle grandit à Volketswil et effectue une formation d'employée de commerce. Elle travaille ensuite comme assistante à la police cantonale zurichoise.
En mars 2013, elle devient présidente de kibesuisse, la fédération pour l’accueil de jour de l'enfant. Elle préside aussi depuis 2015 la fondation Village d'enfants Pestalozzi.
Elle a servi dans le service féminin de l'armée, puis dans la protection civile. 
Elle a trois enfants majeurs avec son mari Bruno Quadranti, décédé en 2016. Elle habite à Illnau.

## Parcours politique
Elle entre dans la section UDC de Volketswil en 1988, dont elle devient vice-présidente. En 2009, elle quitte le parti pour rejoindre le parti bourgeois-démocratique nouvellement créé. En 2010, elle est choisie au comité cantonal du PBD, qu'elle préside en 2017 ; en 2012, elle rentre au comité suisse du PBD.
Elle crée la surprise en étant élue aux élections fédérales de 2011, où le PBD remporte 2 sièges. Elle est réélue en 2015 et prend la tête du groupe PBD au parlement. Dans son classement des parlementaires les plus influents, le Tages-Anzeiger la place 16e en 2017 et 20e en 2019.
Elle n'est pas réélue en 2019 au Conseil national ni élue au Conseil d'État zurichois en 2020,.